# Matola
Matola är en stad i södra Moçambique, och är den administrativa huvudorten för provinsen Maputo. Den är landets näst största stad och är belägen strax väster om Maputo, landets huvudstad. Staden har lite mer än 900 000 invånare och bildar tillsammans med Maputo ett storstadsområde med cirka 2,2 miljoner invånare.